# André Challe Penaforte
André Challe Penaforte (12 de febrero de 1905 - 26 de noviembre de 1990) fue un empresario y hombre de negocios nacido en San José, cuyas actividades abarcaban la producción de café, el urbanismo y la exploración, siendo también pionero en la colonización de las tierras del sur de Costa Rica.  Sus actividades comerciales y filantrópicas tuvieron un profundo impacto en el Cantón de Moravia y sus alrededores, las cuales se desarrollaron durante la segunda mitad del siglo XX.

## Biografía
André Challe nació en Barrio Amón, del matrimonio del empresario Émile Challe, nacido en Francia, y de Ubaldina Penaforte Texeira da Fonseca, nacida en Brasil.  La familia se implantó rápidamente en Costa Rica a inicios del siglo XX.  Su padre se involucró en diversos negocios tales como la minería, la banca y la producción de café.  Esta última actividad lo llevó a adquirir una gran cantidad de terrenos en el norte de San José los cuales se dedicaron a la producción del café, convirtiéndose en la principal actividad familiar.
André Challe estudió en Francia e Inglaterra, graduándose como ingeniero civil del Trinity College (Cambridge).  Se casó en segundas nupcias con Mary Johnston White en 1939, con quien tuvo su única hija, Géneviève, nacida en Francia en 1940.  En esa época, se enlistó al lado de las tropas francesas durante la Segunda Guerra Mundial, resultando gravemente herido pero participando hasta el final por la liberación de Francia.
A su regreso a Costa Rica, inicia la colonización de Coto Brus al lado de la familia Sansonetti.  Dicha actividad no fructificó de lado de don André, el cual abandonó el proyecto.  En las siguientes décadas, André Challe se transformaría en uno de los desarrolladores urbanos más importantes de Costa Rica, teniendo como foco la zona norte de San José, la cual abarca el cantón de Moravia.  Este proceso se puede incluir en la línea de las urbanizaciones comerciales y residenciales realizadas similarmente a principios del siglo XX en dicha zona geográfica por otros franceses como, Amon Fasileau-Duplantier, conocido como Monsieur Amon, así como los descendientes de Hippolyte Tournón.
Su acción empresarial fue disminuyendo paulatinamente debido a cambios desfavorables en la coyuntura de sus actividades, tales como las erupciones del volcán Irazú en la década de 1960, así como un distanciamiento en la gestión y control de los diferentes negocios que abarcaba.

## Obra
André Challe destacó como pionero en varios ámbitos, entre los cuales podemos mencionar:
- La colonización de las tierras de Coto Brus
- Urbanización de San Vicente de Moravia
- Exploración de la Isla del Coco
- Benefactor de los terrenos donde se construyeron el antiguo Colegio Lincoln, el actual Colegio Saint Francis, el actual Colegio de Sion y el antiguo Colegio Saint Clare, hoy sede principal de la Universidad Católica de Costa Rica
- Fundador y benefactor de los terrenos donde se construyó el actual Club La Guaria
- Donador del frontispicio, obra de Louis Féron, y órgano de la iglesia de San Vicente de Moravia
- Miembro fundador y benefactor de la Alianza Francesa
- Fundador y presidente del Automóvil Club de Costa Rica
- Benefactor de las expediciones científicas del Instituto Interamericano de Cooperación para la Agricultura en el Golfo de Nicoya
- Benefactor del Hospicio de Huérfanos
- Benefactor del Club Rotario de Costa Rica

## Reconocimientos
- El Estrecho Challe de la Isla del Coco lleva este nombre en honor a André Challe
- Condecorado por el gobierno de Francia como Caballero de la Legión de Honor
- La calle de ingreso a la Iglesia de San Vicente de Moravia lleva su nombre desde 1965
- Benemérito de los colegios Lincoln y Saint Francis de Costa Rica
- Benefactor de Moravia por decisión unánime del Consejo Municipal de Moravia, 2015